# Науель Перес Біскаярт
Науель Пе́рес Біская́рт (ісп. Nahuel Pérez Biscayart; нар. 6 березня 1986, Буенос-Айрес, Аргентина) — аргентинський актор кіно та телебачення.

## Біографія
Науель Перес Біскаярт народився 6 березня 1986 року у Буенос-Айресі, Аргентина. У дитинстві Науель ніколи не замислювався про акторську кар'єру і навіть в початковій школі він не брав участі ні в яких мистецьких заходах. Навчаючись в середній школі, Біскаярт заради жарту записався в театральний гурток і з часом зрозумів, що йому подобається грати на сцені.
На телебаченні 17-річний Науель дебютував у серіалі «Путани», у якому зіграв роль Маркоса. У 2006 році Біскаярт був удостоєний премії як «Найкращий актор» на Кінофестивалі трьох континентів в Нанті (Франція) за роль у фільмі «Клей».
У 2010 році Біскаярт вперше знявся за кордоном, у Франції, зігравши одну з ролей у фільмі Бенуа Жако «У лісовій хащі» з Ізільд Ле Беско. Продовжуючи зніматися в кінофільмах і телесеріалах в Аргентині, актор отримує нові пропозиції зі Швейцарії та Бельгії. У 2010 році він знову знявся у Франції, у фільмі Ребекки Злотовськи «Гранд Централ. Атомне кохання».
У 2014 році Науель Бікаярт спробував себе в ролі режисера і зняв свій перший короткометражний фільм «Я забув» (фр. J'ai oublié). У цьому ж році актор зіграв головну роль у фільмі «Я твій», за що отримав премію за «Найкращу чоловічу роль» на кінофестивалі в Карлових Варах.
У 2017 році Біскаярт зіграв головні ролі у французьких фільмах «Зазирни в його серце» — повнометражному режисерському дебюті Джоан Шемли (в українському прокату фільм демонструвався з 7 грудня 2017), та в драмі Робена Кампійо «120 ударів на хвилину», яка брала участь в 70-му Каннському міжнародному кінофестивалі та завоювала там кілька нагород. У грудні цього ж року за роль Шона Далмазо у фільмі «120 ударів на хвилину» Біскаярт був номінований на премію Європейської кіноакадемії як «Найкращий європейський актор». У 2018 році актор отримав за цю роль французьку національну кінопремію «Сезар» як найперспективніший актор.

## Фільмографія

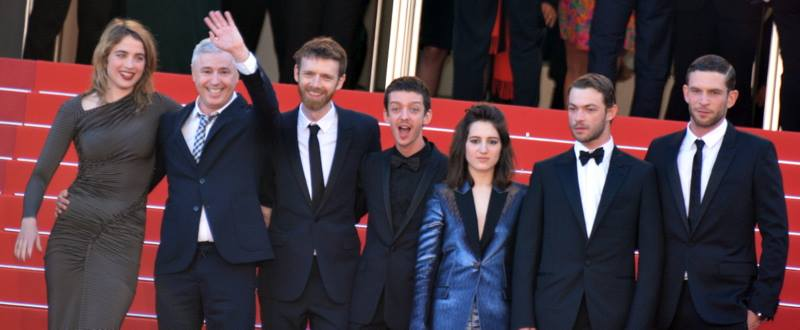
Науель Перес Біскаярт (у центрі) з членами знімальної групи фільму «120 ударів на хвилину» на Каннському МКФ 2017

Ролі на телебаченні
| Рік       |    | Українська назва           | Оригінальна назва         | Роль                  |
| --------- | -- | -------------------------- | ------------------------- | --------------------- |
| 2003      | с  | Путани                     | Disputas                  | Маркос                |
| 2003      | с  | Чорне сонце                | Sol negro                 | Маріто                |
| 2004      | с  | Епітафії                   | Epitafios                 | Пабло                 |
| 2004      | с  | Холодна кров               | Sangre fría               | Іван                  |
| 2005      | с  | Жінки-вбивці               | Mujeres asesinas          | Марсело               |
| 2005      | с  | Трофеї                     | Ботінес                   |                       |
| 2006      | с  | Відчайдушні домогосподарки | Amas de casa desesperadas |                       |
| 2006      | с  | Брати детективи            | Hermanos y detectives     |                       |
| 2007      | тф | Сигнал                     | La señal                  |                       |
| 2008      | с  | Тут неможливо жити         | Aquí no hay quien viva    | Лукас                 |
| 2009      | с  | Епітафії 2                 | Epitafios                 | Пабло                 |
| 2010      | с  | Втрачений час              | Lo que el tiempo nos dejó |                       |
| 2011      | с  | Провідний гравець          | El puntero                | Гермініо              |
| 2012—2013 | с  | Темний ангел               | Lynch                     | Педро Хосе «Скажений» |

Ролі в кіно
| Рік  |    | Українська назва              | Оригінальна назва                | Роль                   |
| ---- | -- | ----------------------------- | -------------------------------- | ---------------------- |
| 2004 | ф  | Наступний вихідний            | Próxima Salida                   | Абель                  |
| 2005 | ф  | Татуювання                    | Tatuado                          | Пако                   |
| 2005 | ф  | Аура                          | El Aura                          | Хуліо                  |
| 2006 | ф  | Клей                          | Glue                             |                        |
| 2006 | ф  | Сирне обличчя                 | Cara de queso 'mi primer ghetto' | Фелман                 |
| 2006 | кф | Поточний час                  | Todas las veces                  |                        |
| 2009 | ф  | Кров тече                     | La sangre brota                  | Леандро                |
| 2009 | ф  | Мовчання                      | Silencios                        | Хуан                   |
| 2010 | ф  | Патагонія                     | Patagonia                        | Алехандро              |
| 2010 | ф  | У лісовій хащі                | Au fond des bois                 | Тімоті                 |
| 2010 | ф  | Гора Байо                     | Cerro Bayo                       | Лукас                  |
| 2013 | ф  | Гранд Централ. Атомне кохання | Grand Central                    | Айзек                  |
| 2013 | ф  | Ліва нога. Права нога         | Left Foot Right Foot             | Вінцент                |
| 2014 | ф  | Усі мертві                    | Todos están muertos              | Дієго                  |
| 2014 | ф  | Я твій                        | Je suis à toi                    | Лукас                  |
| 2014 | ф  | Лулу                          | Lulu                             |                        |
| 2015 | ф  | Останнє літо Бека             | Becks letzter Sommer             | Раулі Кантас           |
| 2016 | ф  | Перед світанком               | Stefan Zweig: Farewell to Europe | Віктор д'Альмейда      |
| 2016 | ф  | Ідеальне майбутнє             | El futuro perfecto               |                        |
| 2017 | ф  | 120 ударів на хвилину         | 120 battements par minute        | Шон Далмазо            |
| 2017 | ф  | До побачення там, нагорі      | Au revoir là-haut                | офіцер жандармерії     |
| 2017 | ф  | Зазирни в його серце          | Si tu voyais son coeur           | Костель                |
| 2017 | ф  | Агада                         | Agadah                           | Альфонсо ді ван Ворден |
| 2020 | ф  | Уроки фарсі                   | Persian Lessons                  | Жиль Крем'є            |
| 2024 | ф  | Убити жокея                   | El jockey                        | Ремо                   |

## Визнання
| Нагороди та номінації Науеля Переса Біскаярта  | Нагороди та номінації Науеля Переса Біскаярта | Нагороди та номінації Науеля Переса Біскаярта | Нагороди та номінації Науеля Переса Біскаярта |
| Рік                                            | Категорія                                     | Фільм                                         | Результат                                     |
| ---------------------------------------------- | --------------------------------------------- | --------------------------------------------- | --------------------------------------------- |
| Премія Аргентинської асоціації кінокритиків    |                                               |                                               |                                               |
| 2006                                           | Срібний кондор найкращому акторові-новачку    | Татуювання                                    | Перемога                                      |
| 2017                                           | Срібний кондор найкращому акторові            | Лулу                                          | Номінація                                     |
| Кінофестиваль трьох континентів у Нанті        |                                               |                                               |                                               |
| 2006                                           | Найкращий актор                               | Клей                                          | Перемога                                      |
| Премія «Люм'єр»                                |                                               |                                               |                                               |
| 2011                                           | Найкращий молодий актор                       | У лісовій хащі                                | Номінація                                     |
| 2018                                           | Найкращий актор                               | 120 ударів на хвилину                         | Перемога                                      |
| Кінофестиваль у Карлових Варах                 |                                               |                                               |                                               |
| 2014                                           | Найкращий актор                               | Я твій                                        | Перемога                                      |
| Міжнародний кінофестиваль квір-кіно в Лісабоні |                                               |                                               |                                               |
| 2015                                           | Приз журі найкращому акторові                 | Я твій                                        | Перемога                                      |
| Премія «Кришталевий глобус»                    |                                               |                                               |                                               |
| 2018                                           | Найкращий актор                               | 120 ударів на хвилину                         | Перемога                                      |
| Премія «Сезар»                                 |                                               |                                               |                                               |
| 2018                                           | Найперспективніший актор                      | 120 ударів на хвилину                         | Перемога                                      |